# Exilkubaner
Exilkubaner sind Kubaner, die sich zumeist aus politischen Gründen im Exil befinden. Die größte Gruppe findet sich im Süden des US-Bundesstaates Florida im Ballungsraum der Metropole Miami.
Neben den Exilkubanern gibt es auch eine bedeutende kubanische Emigration, da besonders die schwere Wirtschaftskrise um 1993 zu massenhaften Auswanderungen aus Kuba führte.
In den USA genießen die kubanischen Immigranten aus politischen Gründen einen Sonderstatus, der sie von allen anderen Immigranten unterscheidet. Sie werden finanziell vom Staat unterstützt und erlangen bereits nach kurzer Zeit die amerikanische Staatsangehörigkeit. Diese Sonderrechte wurden 2017 von Präsident Obama deutlich eingeschränkt.

## Geschichte

### Während des Unabhängigkeitskampfes 1868–1898
Die ersten Exilanten aus Kuba kamen nach Beginn der Unabhängigkeitsbewegung gegen Spanien 1868 in die USA. Im weiteren Verlauf des 30-jährigen Kampfes gegen Spanien flohen viele Kubaner in die nahe gelegenen USA, und zwar sowohl aus wirtschaftlichen Gründen wie auch, um sich vor der spanischen Verfolgung zu retten. In Key West in Florida siedelten sich insbesondere viele Tabakarbeiter an, von denen viele die kubanische Unabhängigkeitsbewegung unterstützten. Diese Tabakarbeiter, aber auch kubanische Geschäftsleute, bildeten eine durchaus einflussreiche Interessengruppe in der US-amerikanischen Politik. Zahlreiche bewaffnete Expeditionen mit Kämpfern, Waffen und Munition wurden von den USA aus zur Unterstützung der kubanischen Guerillabewegung nach Kuba gesandt.
Einige bedeutende Exilanten dieser Zeit sind:
- Antonio Maceo (1845–1896) (Mexiko)
- Tomás Estrada Palma (1835–1908) (USA)
- José Martí (1853–1895) (Frankreich, Mexiko, USA)

### Erste Hälfte des 20. Jahrhunderts
In der Regierungszeit der Diktatoren Gerardo Machado (1925–1933) und Fulgencio Batista (1952–1959) brachten sich politische Gegner der Diktaturen besonders in Mexiko und in den USA in Sicherheit, um von dort aus den Kampf weiterzuführen.
Einige bedeutende Exilanten dieser Zeit sind:
- Julio Antonio Mella (1903–1929)
- Fernando Ortiz Fernández (1881–1969)
- Fidel Castro (1926/1927–2016)
- Raúl Castro (* 1931)
- Camilo Cienfuegos (1932–1959)

Auch die Diktatoren selbst und ihre Helfer (Geheimpolizisten, Militärs etc.) begaben sich ins Exil:
- Gerardo Machado Morales (1871–1939)

### Nach der Revolution von 1959
Von großer Bedeutung bis in die heutige Zeit sind die exilkubanischen Organisationen in Miami, die sich nach dem Sturz Batistas 1959 dort bildeten und die bis heute gegen die kubanische Revolution bzw. gegen das, was aus ihr geworden ist, kämpfen. Ihre teilweise auch terroristischen Aktivitäten (Attentate auf Fidel Castro, der Anschlag auf ein Zivilflugzeug der kubanischen Luftfahrtgesellschaft, Bombenanschläge auf Reisebüros in Spanien, Kanada etc. und auf Touristeneinrichtungen in Kuba bis in die 1990er Jahre) wurden z. T. von der CIA direkt unterstützt. Eine der bekanntesten Aktionen exilkubanischer Gruppen ist die gescheiterte Invasion in der Schweinebucht der Brigade 2506 unter Führung der CIA 1961. Unter den auf Kuba gefangen genommenen Exilkubanern befanden sich zahlreiche ehemalige Folterer der Batista-Diktatur, die von ihren Opfern erkannt und angeklagt wurden (Verhör von Havanna). Bei einer Befragung des Miami Herald 1975 gaben von den teilnehmenden Exilkubanern jedoch auch 49,5 Prozent an, dass sie den Wunsch hätten, die Insel zu „besuchen.“ Diese Entwicklung erfuhr durch die Massenauswanderung über Mariel 1980 ein jähes Ende. 1998 wurde eine Gruppe von Kubanern (Miami Five) verhaftet, die den Auftrag der kubanischen Regierung hatten, einige exilkubanische Organisationen zu beobachten.
Zahlreiche Grundbesitzer, Unternehmer und Politiker verließen Kuba wegen der drohenden oder erfolgten Enteignungen. Viele konnten größere Vermögenswerte außer Landes schaffen und gehören noch heute zu den größten Financiers exilkubanischer Organisationen. Auch große Teile des kubanischen Staatsschatzes (ca. 500 Mio. US-Dollar nach damaligem Wert) wurden bei der überstürzten Flucht Batistas und seiner Vertrauten mitgenommen. Zahlreiche Schriftsteller verließen Kuba nach der Freilassung aus der Haft, weil über sie ein Veröffentlichungsverbot verhängt worden war, oder wegen der Zensur. Bekannte Exilanten waren z. B. Reinaldo Arenas und Huber Matos. Neben den Gruppen in Miami gibt es seit Ende der 1990er Jahre auch in Spanien größere Gruppen von Exilkubanern. Eine Umfrage im Dezember 2008 ergab, dass 55 Prozent unter Exilkubanern oder deren Nachkommen für die Aufhebung des Handelsembargos stimmen, vor allem die jüngere Generation. Während 68 Prozent der über 65-Jährigen für den Erhalt des Embargos stimmten, waren 65 Prozent der 18- bis 44-Jährigen für ein Ende des Embargos.

## Politischer Lobbyismus
Angesichts der langen kubanisch-amerikanischen Geschichte und vor dem Hintergrund der großen Asymmetrie zwischen den USA und Kuba stellt sich die Frage, ob die kubanischen Interessengruppen in den Vereinigten Staaten Einfluss auf außenpolitische Entscheidungen haben können. Letztere Studien zeigen, wie sich cubano-amerikanische Gruppen in den politischen Prozess der USA einbinden, um ihre Interessen zu denen der gesamten amerikanischen Außenpolitik werden zu lassen und um auf den gegenwärtigen politischen Präferenzbildungsprozess der USA einzuwirken. In den USA haben Exilkubaner Interessengruppen wie die 1963 entstandene Representación Cubana del Exilio (RECE) des Rum-Industriellen José Bosch oder die Cuban-American National Foundation (CANF) gegründet, die für eine strikte Anti-Castro-Politik der USA eintreten und zu diesem Zweck politischen Druck ausüben („Kubanisch-Amerikanische Lobby“). 
Vertreter des Wählerblocks des Cuban vote nehmen im Kongress und Repräsentantenhaus Einsitz. Der französische Historiker des Kommunismus Romain Ducoulombier schreibt, dass sich das Vorgehen von CANF am Vorbild der einflussreichen Israel-Lobby orientiere. Größere Bekanntheit erlangte insbesondere der Exilkubaner Otto Reich, der unter den Präsidenten Ronald Reagan, George H. W. Bush und George W. Bush hohe Regierungsämter bekleidete und sowohl in die Iran-Contra-Affäre als auch in den gescheiterten Militärputsch gegen Hugo Chávez verwickelt war.
Neben der 1981 von Jorge Mas Canosa gegründeten CANF existieren folgende Organisationen, die hauptsächlich oder ganz von Exilkubanern getragen werden:
- Alpha 66, gegründet in Puerto Rico, später mit Zentrum in Miami
- Hermanos al Rescate (Bruderschaft der Fluchthelfer)
- MIRR (Movimiemento Insurrectional de Recuperation Revolucionaria – Aufstandsbewegung für eine Revolutionäre Erneuerung)
- Movimiento Nacionalista Cubano (Nationalistische Bewegung Kubas)
- Poder Cubano (Kubanische Macht), gegründet von Orlando Bosch
- Radio und TV Martí, exilkubanischer Radio- und Fernsehsender, der nach Kuba ausstrahlt[1]